# Setophaga
Setophaga – rodzaj ptaków z rodziny lasówek (Parulidae).

## Zasięg występowania
Rodzaj obejmuje gatunki występujące w Ameryce.

## Morfologia
Długość ciała 11–15 cm; masa ciała 5–20,9 g.

## Systematyka

### Etymologia
- Setophaga: gr. σης sēs, σητος sētos – ćma; -φαγος -phagos – -jedzący, od φαγειν phagein – jeść[9].
- Parula: łac. parrula – mały ptak, wciąż niezidentyfikowany, ale wiązany z Parus lub Alauda przez kolejnych autorów (zdrobnienie parrus – ptak, różnie identyfikowany). W tym przypadku nazwa ta została wykorzystana przez Bonapartego jako zdrobnienie od rodzaju Parus Linnaeus, 1758, w którym to pierwotnie umieścił lasówkę obrożną[10]. Gatunek typowy: Sylvia americana Latham, 1787 = Parus americanus Linnaeus, 1758.
- Wilsonia: Alexander Wilson (1766–1813) – szkocko-amerykański pionier naturalizmu, ojciec amerykańskiej ornitologii[11]. Gatunek typowy: Motacilla mitrata J.F. Gmelin, 1789 = Muscicapa citrina Boddaert, 1783.
- Dendroica: gr. δενδρον dendron – drzewo; gr. οικος oikos – mieszkaniec, od οικεω oikeō – mieszkać[12]. Gatunek typowy: Motacilla coronata Linnaeus, 1766.
- Agreocantor: łac. ager, agri – pole, ziemia; cantor, cantoris – śpiewak, od cantare – śpiewać, od canere – śpiewać[13]. Gatunek typowy: Sylvicola kirtlandii S.F. Baird, 1852.

### Podział systematyczny
Na podstawie analizy filogenetycznej do tego rodzaju (pierwotnie liczącego tylko jeden gatunek L. ruticilla) wyodrębniono gatunki z rodzajów Dendroica (S. plumbea, S. angelae, S. pharetra, S. kirtlandii, S. tigrina, S. cerulea, S. magnolia, S. castanea, S. fusca, S. petechia, S. pensylvanica, S. striata, S. caerulescens, S. palmarum, S. coronata, S. dominica, S. pityophila, S. pinus, S. vitellina, S. discolor, S. adelaidae, S. subita, S. delicata, S. graciae, S. nigrescens, S. townsendi, S. occidentalis, S. chrysoparia, S. virens), Parula (S. americana, S. pitiayumi), Wilsonia (S. citrina). Do rodzaju należą następujące gatunki:

- Setophaga plumbea (Lawrence, 1877) – lasówka siwa
- Setophaga angelae (Kepler & Parkes, 1972) – lasówka wzorzysta
- Setophaga pharetra (Gosse, 1847) – lasówka jamajska
- Setophaga citrina (Boddaert, 1783) – lasówka żółtoczelna
- Setophaga ruticilla (Linnaeus, 1758) – lasówka szkarłatna
- Setophaga kirtlandii (S.F. Baird, 1852) – lasówka szaro-żółta
- Setophaga tigrina (J.F. Gmelin, 1789) – lasówka rdzawolica
- Setophaga cerulea (A. Wilson, 1810) – lasówka niebieska
- Setophaga americana (Linnaeus, 1758) – lasówka obrożna
- Setophaga pitiayumi (Vieillot, 1817) – lasówka oliwkowogrzbieta
- Setophaga magnolia (A. Wilson, 1811) – lasówka magnoliowa
- Setophaga castanea (A. Wilson, 1810) – lasówka kasztanowata
- Setophaga fusca (Statius Muller, 1776) – lasówka rudogardła
- Setophaga petechia (Linnaeus, 1766) – lasówka złotawa
- Setophaga pensylvanica (Linnaeus, 1766) – lasówka rdzawoboczna
- Setophaga striata (J.R. Forster, 1772) – lasówka czarnogłowa
- Setophaga caerulescens (J.F. Gmelin, 1789) – lasówka granatowa
- Setophaga palmarum (J.F. Gmelin, 1789) – lasówka kasztanowogłowa
- Setophaga pityophila (Gundlach, 1855) – lasówka kubańska
- Setophaga pinus (Linnaeus, 1766) – lasówka sosnowa
- Setophaga coronata (Linnaeus, 1766) – lasówka pstra
- Setophaga dominica (Linnaeus, 1766) – lasówka szarogrzbieta
- Setophaga flavescens (Todd, 1909) – lasówka bahamska  – takson wyodrębniony z S. dominica[22]
- Setophaga vitellina (Cory, 1886) – lasówka smugowana
- Setophaga discolor (Vieillot, 1809) – lasówka czarnowąsa
- Setophaga adelaidae (S.F. Baird, 1865) – lasówka żółtobrzucha
- Setophaga subita (Riley, 1904) – lasówka barbudzka
- Setophaga delicata (Ridgway, 1883) – lasówka żółtobrewa
- Setophaga graciae (S.F. Baird, 1865) – lasówka żółtogardła
- Setophaga nigrescens (J.K. Townsend, 1837) – lasówka białowąsa
- Setophaga townsendi (J.K. Townsend, 1837) – lasówka czarnolica
- Setophaga occidentalis (J.K. Townsend, 1837) – lasówka żółtogłowa
- Setophaga chrysoparia (P.L. Sclater & Salvin, 1860) – lasówka żółtolica
- Setophaga virens (J.F. Gmelin, 1789) – lasówka czarnogardła